# Stretto
Stretto (ital. ‚eng‘, ‚gedrängt‘) ist eine musikalische Vortragsbezeichnung und bedeutet so viel wie ‚gesteigert, beschleunigt‘.
Als Stretta wird die effektvolle, oft virtuose Schlusssteigerung einer Komposition bezeichnet, man spricht bei Aktfinalen in Opern des 18./19. Jahrhunderts von einer ‚Schluss-Stretta‘. Ein Beispiel dafür ist das Finale des ersten Aktes von Mozarts Don Giovanni, bei dem im abschließenden Sextett auf ein Andante maestoso ein Allegro folgt, das sich schließlich noch zu einem Più stretto steigert.
In der Fuge ist ein Stretto eine Engführung: Eine Stimme setzt mit einem melodischen Thema ein, eine zweite (dritte, vierte) tritt mit demselben melodischen Thema hinzu, noch bevor die erste das Thema beendet hat, so dass sich die Einsätze quasi überstürzen. Auch in der Fuge dient diese Verdichtung meistens der Schlusssteigerung.